# Bjarne Frang
Bjarne Frang (29. dubna 1893 – 14. října 1973) byl norský rychlobruslař.
Rychlobruslařským závodům se věnoval od roku 1909, v roce 1910 se poprvé představil na norském šampionátu. Na mezinárodní scéně debutoval v roce 1912, kdy startoval na Mistrovství světa. Největšího úspěchu dosáhl v roce 1914 na Mistrovství Evropy, kde získal bronzovou medaili. Téhož roku obsadil na světovém šampionátu osmou příčku, což bylo jeho nejlepší umístění na této akci. Po zahájení první světové války v roce 1914 startoval v norských a jiných severských závodech. Poslední starty absolvoval v roce 1917.